# Все умрут, а я останусь
«Все умру́т, а я оста́нусь» — российский драматический фильм, режиссёрский дебют Валерии Гай Германики в игровом кино, снятый по сценарию Александра Родионова и Юрия Клавдиева. В главных ролях снялись Полина Филоненко, Агния Кузнецова и Ольга Шувалова.
Сюжет фильма рассказывает о трёх подругах-девятиклассницах, учащихся в обычной московской школе. Они узнают, что в ближайший субботний вечер состоится школьная дискотека. Девушки начинают готовиться к «самому важному», по их мнению, моменту в их жизни.
Премьера состоялась в программе дебютных фильмов «Неделя критики» на Каннском кинофестивале 2008 года, где фильм получил специальный приз (диплом) конкурса «Золотая камера» (основной приз конкурса получил фильм «Голод»). В российский прокат картина вышла 23 октября 2008 года.

## Сюжет
Три подруги-девятиклассницы Жанна, Вика и Катя озабочены вопросами, как понравиться мальчикам, где достать алкоголь и как попасть на дискотеку. Однажды девушки демонстративно уходят с урока геометрии, а затем дают друг другу клятву дружбы. Преподавательница идёт домой к Катиным родителям, и девушка сбегает из дома. Из-за поведения Кати директор школы грозит отменить дискотеку.
Две подруги из компании — Жанна и Вика, испугавшись угроз десятиклассницы Насти, отправляют Катю к родителям, и на грядущую дискотеку Жанна уговаривает Вику идти вдвоём, чтобы не привлекать внимание окружающих. Тогда Катя ссорится с ними и находит себе новую «подругу» Лялю, с помощью которой планирует выбраться из дома.
Наступает день дискотеки. Жанна и Вика заходят в здание школы и идут в туалет, где десятиклассницы распивают вино, которое предлагают девочкам. Жанна остаётся со старшеклассницами, а Вика отправляется искать симпатичного ей парня Алекса. Вскоре на дискотеку приходит и Катя. Здесь девушка встречает того самого Алекса, который зовёт её с собой, это видит Вика. Алекс и Катя идут вместе в подвал, где занимаются сексом. После этого Катя идёт в школу, где встречает свою мать, которая при всех бьёт её по лицу за то, что она сбежала из дома. Катя бросается к Алексу, но он перед друзьями и своей девушкой Настей делает вид, что не знает Катю. Тем временем Жанна сильно напивается с десятиклассницами.
Вика в поисках Алекса бродит по району и наталкивается на компанию парней, которые предлагают ей покурить марихуану. Девушка соглашается и после этого целуется с парнем из этой компании, представляя на его месте Алекса. В это время Катя, убежав от матери, идёт к школе и там встречает Настю, которая жестоко избивает её на глазах у остальных школьников, заподозрив Катю в связи со своим парнем. Тем временем пьяную Жанну отец выносит на руках из школы.
После избиения, в крови и грязи, Катя возвращается домой, где родители организовали стол по поводу поминок по Катиной бабушке. Мать говорит Кате, что ей надо промыть раны, а отец предлагает ей на следующий день сходить в магазин за обновками, уверяя, что через год всё пройдёт. Катя нецензурно отвечает им и заявляет: «Все умрут, а я останусь», после чего уходит в свою комнату и плачет.

## В ролях
- Полина Филоненко — Катя Капитонова
- Агния Кузнецова — Жанна Марченко
- Ольга Шувалова — Вика
- Юлия Александрова — Настя Луганова
- Донатас Грудович — Алексей (Алекс) Егоров
- Анастасия Забадаева — Ляля
- Алексей Багдасаров — Юрий Капитонов, папа Кати
- Ольга Лапшина — Галина Капитонова, мама Кати
- Гарольд Стрелков — Руслан Марченко, папа Жанны
- Инга Оболдина — Алиса Марченко, мама Жанны
- Максим Костромыкин — Саша, парень из района
- Александра Камышова — Александра Александровна, учительница геометрии
- Ирина Знаменщикова — завуч
- Евгения Пресникова — учитель литературы
- Валентина Лукащук — подруга Насти
- Маргарита Кутовая — подруга Насти
- Мариус Штандель — друг Алекса
- Всеволод Иванов — друг Алекса
- Дмитрий Межевич — охранник на школьной дискотеке
- Анна Фроловцева — продавец в магазине

## Съёмки
Фильм снимался в московском районе Строгино. Сценарий фильма неоднократно менялся, в том числе актрисе Полине Филоненко было позволено изменить её роль «так, как ей удобно было бы играть». Агния Кузнецова была первой актрисой, утверждённой на роль. Исходным названием сценария было «КВЖ» — по именам героинь (Катя, Вика, Жанна), затем сценарий назывался «Три девочки». Фильм был снят с минимальным применением операторских рельсов и прочего стабилизирующего камеру оборудования. По большей части камера была в руках оператора. Актрисы почти во всех сценах пили настоящий алкоголь. Драки в фильме также были настоящими; смягчена была только самая жестокая драка между героинями Полины Филоненко и Юлии Александровой, но и там были настоящие кровь и синяки. Режиссёр описывает фильм как историю о взрослении. По словам режиссёра, героини фильма, в частности Катя, повзрослели через опыт личного несчастья.

## Саундтрек
В фильме использованы песни «Дожди-пистолеты» и «Районы-кварталы» группы «Звери».

## Награды и номинации

### Награды
- 2008 — Каннский кинофестиваль: специальный приз (диплом) конкурса «Золотая камера» («„Золотая камера“ — особое упоминание»), приз «Молодого жюри»
- 2008 — Мюнхенский кинофестиваль: приз «Киновзгляд»
- 2008 — Международный кинофестиваль в Брюсселе: приз за лучшую женскую роль (Полина Филоненко, Агния Кузнецова, Ольга Шувалова)
- 2008 — Международный кинофестиваль «Завтра»: приз за лучшую актёрскую игру (Полина Филоненко, Агния Кузнецова, Ольга Шувалова)
- 2008 — Международный кинофестиваль «Сталкер»: приз «Дебют-„Сталкер“»
- 2008 — Премия «Белый слон»: специальный диплом жюри (Валерия Гай Германика)
- 2009 — Премия «Ника»: «Открытие года» (Валерия Гай Германика)

### Номинации
- 2009 — Премия «Золотой орёл»: номинация за «Лучший фильм», «Лучшую работу звукорежиссёра»

## Критика
По мнению Василия Корецкого (Time Out), после ранних документальных работ режиссёра её полнометражный фильм оказался «буквально выше всех ожиданий»: «По большому счёту ничего круче, живее, правдивее и расчётливей в российском кино не было и, кажется, никогда не будет». Также он отметил, что фильм является «полнометражным и совсем уже ненормативным ремейком» документальной ленты «Девочки». Роман Волобуев, поставив фильму 4 балла из 5, среди прочего отметил «чисто киношные достоинства — летучая камера лучшего на сегодня русского оператора Алишера Хамидходжаева, очень точный монтаж, не дающий фильму провалиться в самодеятельность и украшательство». При этом он отметил, что «если „Девочки“ были всё-таки талантливой любительщиной, то „Все умрут…“ — не притворяющуюся документом, по-честному игровую вариацию на ту же тему». Елена Фанайлова в качестве основных профессиональных достоинств картины также отметила операторскую работу Хамидходжаева и сильную сценарную основу. Юрий Гладильщиков оценил фильм как «полноценное, причем высокого качества, профессиональное кино». Антон Долин назвал картину «одним из лучших отечественных фильмов года» и первым русским фильмом после «Груза 200», «который впечатляет любого, хотя и не всем нравится, только здесь нет убийств, казней или обращений в праведную веру».
Виталий Манский, оценив профессионализм «композиции, света, камеры, звука», указал при этом на отсутствие в фильме «естественности и правды повествования», характерных для документальных лент Германики. По признанию сценариста Натальи Рязанцевой, фильм её «ничем не задел». Социолога Льва Гудкова смутило то, что «у автора, кажется, нет своей точки зрения, нет собственного отношения к происходящему на экране», он также отметил, что фильм «явно отстаёт от социальной науки», поскольку «всё показанное в фильме не ново». Многие критики отмечали сходство фильма с работами Ларри Кларка, прежде всего с его картиной про подростков «Детки».